# Księgarnia św. Jacka
Księgarnia św. Jacka – katolickie wydawnictwo książkowe założone w 1925 roku, należące do archidiecezji katowickiej.
Patronem wydawnictwa jest św. Jacek. Logo wydawnictwa to stylizowany herb rodu Odrowążów, do którego należał św. Jacek.

## Historia
Historia wydawnictwa sięga okresu międzywojennego, kiedy to wraz z powstaniem archidiecezji katowickiej w roku 1925 założono „Księgarnię Katolicką” (założycielami byli: ks. Teofil Bromboszcz, ks. Teodor Kubina, ks. Jan Szymała i ks. Wojciech Szołtysik). 25 maja tego samego roku przekształcono ją w „Księgarnię i Drukarnię Katolicką Sp. z o.o.”, która na potrzeby diecezji miała zajmować się wydawaniem i rozprowadzaniem książek i prasy. Ważną rolę odegrał wydawany przez Księgarnię tygodnik „Gość Niedzielny”. W tamtym okresie powstał też, ukazujący do dziś, diecezjalny modlitewnik Skarbiec modlitw i pieśni.
W czasie II wojny światowej drukarnia i zasoby wydawnicze zostały skonfiskowane i prawie całkowicie zniszczone.
Po wojnie oddzielono drukarnię od wydawnictwa i powstały dwa osobne przedsiębiorstwa. Wydawnictwo weszło w skład większej spółki Księgarnia św. Jacka. Firma ta zajmowała się również sprzedażą książek w sieci swoich katolickich księgarni. Do roku 1949 Księgarnia kontynuowała i rozwijała swoją przedwojenną działalność, potem w Polsce wprowadzono gospodarkę planową, co wiązało się między innymi z reglamentacją papieru, przedstawianiem do zatwierdzenia przez władze planów wydawniczych oraz z wysokimi podatkami od tzw. działalności nieuspołecznionej. Z tego powodu działalność wydawnictwa została zawężona niemal wyłącznie do wydawania katechizmów i modlitewników. 
Powolne złagodzenie tych ograniczeń nastąpiło w latach siedemdziesiątych, a w roku 1981 w ramach Komisji Wspólnej Władz PRL i Episkopatu powstał Zespół Roboczy do spraw Wydawnictw Katolickich, który uzyskał dla nich więcej praw (m.in. większy przydział papieru). Radykalną zmianę przyniósł rok 1989, gdy władze państwowe zrezygnowały z gospodarki planowej, a co za tym idzie z reglamentacji papieru i zatwierdzania planów wydawniczych. W tym okresie Księgarnia na powrót poszerzyła swój profil wydawniczy, nawiązując do dawnych tradycji. Wznowiono publikowanie serii Śląskie Studia Historyczno-Teologiczne (wydawanej od 1968), serii biblijnej "Attende Lectioni", podjęto na nowo druk Mszału dla wiernych (pierwsze wydanie w 1947 r.), książek naukowych i popularnonaukowych z dziedziny nauk kościelnych. 
księgarnie wydawnictwa znajdują się w Katowicach, Gliwicach, Zabrzu, Rybniku, Żorach i Wodzisławiu Śląskim.
Autorzy współcześnie wydający swoje książki w wydawnictwie, to m.in.:
- ks. Piotr Brząkalik
- ks. Wacław Buryła
- Zbigniew Kadłubek
- bp Zbigniew Kiernikowski
- o. Zdzisław Kijas OFMConv
- ks. Jerzy Myszor
- ks. Wincenty Myszor
- ks. Henryk Olszar
- Remigiusz Rączka
- ks. Antoni Reginek
- ks. Mariusz Rosik
- Ewa Skarżyńska
- ks. Jerzy Szymik
- Witold Sadowski